# Laniarius fuelleborni
Laniarius fuelleborni е вид птица от семейство Malaconotidae.

## Разпространение
Видът е разпространен в Замбия, Малави и Танзания.